# Injection
Injection — серия комиксов, которую в 2015—2017 годах издавала компания Image Comics.

## Синопсис
Серия повествует о пятерых учёных, отравивших мир. Ныне они сталкиваются с коррозией и пытаются всё исправить.

## Коллекционные издания
| Название                         | Тип              | Дата выхода     | Собранный материал | Кол-во страниц | ISBN                       |
| -------------------------------- | ---------------- | --------------- | ------------------ | -------------- | -------------------------- |
| Injection, Vol. 1                | Мягкая обложка   | 7 октября 2015  | Injection #1-5     | 120            | 978-1632154798, 163215479X |
| Injection, Vol. 2                | Мягкая обложка   | 10 августа 2016 | Injection #6-10    | 120            | 978-1632157201, 1632157209 |
| Injection, Vol. 3                | Мягкая обложка   | 29 ноября 2017  | Injection #11-15   | 120            | 978-1534302488, 1534302484 |
| Injection Deluxe Edition, Vol. 1 | Твёрдый переплёт | 21 ноября 2018  | Injection #1-15    | 400            | 978-1534308626, 1534308628 |

## Реакция

### Отзывы критиков
На сайте Comic Book Roundup серия имеет оценку 8,3 из 10 на основе 82 рецензий. Майк Логсдон из IGN дал первому выпуску 9,4 балла из 10 и написал, что «Уоррен Эллис представляет читателям очень приземлённых персонажей, которые живут в странном тонком мире ужасов и научной фантастики». Джим Джонсон из Comic Book Resources отмечал, что «Injection #1 — это убедительное начало чего-то большого, даже если не совсем очевидно, что это такое». Джастин Патридж III из Newsarama поставил дебюту оценку 8 из 10 и подчеркнул, что «Эллис тщательно строит каждое взаимодействие в Injection». Его коллега Майкл Моччио дал первому выпуску 7 баллов из 10 и посчитал, что «художник Деклан Шелви и колорист Джорди Беллер заслуживают похвалы за свои работы, поскольку дизайн персонажей просто восхитительный». Лиза Ву из Comics Bulletin присвоила дебюту 3 звезды из 5. Чейз Магнетт из ComicBook.com дал первому выпуску оценку «B+» и отметил, что «сама история не является таинственной, но загадочна манера, в которой её рассказывают создатели». Мэт Эльфринг из Comic Vine вручил дебюту 4 звезды из 5 и посчитал, что «это одна из лучших работ Шелви и Беллер на сегодняшний день».

### Продажи
Ниже представлен график продаж сборников комикса за их первый месяц выпуска на территории Северной Америки.

## Телесериал
В апреле 2018 года стало известно, что Universal Cable Productions будет заниматься адаптацией комикса для телевидения.